# Мілтон (Вісконсин)
Мілтон (англ. Milton) — місто (англ. city) в США, в окрузі Рок штату Вісконсин. Населення — 5716 осіб (2020).

## Географія
Мілтон розташований за координатами 42°46′35″ пн. ш. 88°57′2″ зх. д. / 42.77639° пн. ш. 88.95056° зх. д. (42.776317, -88.950464).  За даними Бюро перепису населення США в 2010 році місто мало площу 9,17 км², з яких 9,14 км² — суходіл та 0,03 км² — водойми. В 2017 році площа становила 11,07 км², з яких 11,03 км² — суходіл та 0,04 км² — водойми.

## Демографія
Згідно з переписом 2010 року, у місті мешкало 5546 осіб у 2231 домогосподарстві у складі 1499 родин. Густота населення становила 605 осіб/км².  Було 2382 помешкання (260/км²).
Расовий склад населення:
| - 96,0 % — білих - 1,0 % — азіатів - 0,5 % — чорних або афроамериканців - 0,2 % — корінних американців - 1,1 % — осіб інших рас |

До двох чи більше рас належало 1,1 %. Частка іспаномовних становила 2,4 % від усіх жителів.
За віковим діапазоном населення розподілялося таким чином: 26,3 % — особи молодші 18 років, 61,2 % — особи у віці 18—64 років, 12,5 % — особи у віці 65 років та старші. Медіана віку мешканця становила 35,8 року. На 100 осіб жіночої статі у місті припадало 96,4 чоловіків;  на 100 жінок у віці від 18 років та старших — 91,3 чоловіків також старших 18 років.
Середній дохід на одне домашнє господарство  становив 61 645 доларів США (медіана — 53 628), а середній дохід на одну сім'ю — 69 377 доларів (медіана — 59 830). Медіана доходів становила 46 808 доларів для чоловіків та 32 080 доларів для жінок. За межею бідності перебувало 7,0 % осіб, у тому числі 12,4 % дітей у віці до 18 років та 2,1 % осіб у віці 65 років та старших.
Цивільне працевлаштоване населення становило 2755 осіб. Основні галузі зайнятості: освіта, охорона здоров'я та соціальна допомога — 22,3 %, виробництво — 17,4 %, роздрібна торгівля — 12,9 %.